# Amphidelus exilis
Amphidelus exilis is een rondwormensoort uit de familie van de Alaimidae.